# Боб Дейлі
Боб Дейлі (англ. Bob Dailey; 3 травня 1953, Кінгстон — 7 вересня 2016, Флорида) — колишній канадський хокеїст, що грав на позиції захисника.
Провів понад 600 матчів у Національній хокейній лізі.

## Ігрова кар'єра
Хокейну кар'єру розпочав 1970 року.
1973 року був обраний на драфті НХЛ під 9-м загальним номером командою «Ванкувер Канакс».
Протягом професійної клубної ігрової кар'єри, що тривала 10 років, захищав кольори команд «Ванкувер Канакс» та «Філадельфія Флаєрс».
Загалом провів 624 матчі в НХЛ, включаючи 63 гри плей-оф Кубка Стенлі.

## Нагороди та досягнення
- Учасник матчу усіх зірок НХЛ — 1978, 1981.

## Статистика
| Сезон        | Клуб                 | Ліга         | Регулярний сезон | Регулярний сезон | Регулярний сезон | Регулярний сезон | Регулярний сезон | Плей-оф | Плей-оф | Плей-оф | Плей-оф | Плей-оф |
| Сезон        | Клуб                 | Ліга         | І                | Г                | П                | О                | ШХ               | І       | Г       | П       | О       | ШХ      |
| ------------ | -------------------- | ------------ | ---------------- | ---------------- | ---------------- | ---------------- | ---------------- | ------- | ------- | ------- | ------- | ------- |
| 1970–71      | «Торонто Мальборос»  | ОХЛ          | 36               | 2                | 3                | 5                | 36               | —       | —       | —       | —       | —       |
| 1971–72      | «Торонто Мальборос»  | ОХЛ          | 62               | 23               | 55               | 78               | 124              | 10      | 3       | 7       | 10      | 18      |
| 1972–73      | «Торонто Мальборос»  | ОХЛ          | 60               | 9                | 55               | 64               | 200              | 16      | 9       | 11      | 20      | 22      |
| 1972–73      | «Торонто Мальборос»  | МК           | —                | —                | —                | —                | —                | 3       | 0       | 1       | 1       | 19      |
| 1973–74      | «Ванкувер Канакс»    | НХЛ          | 76               | 7                | 17               | 24               | 143              | —       | —       | —       | —       | —       |
| 1974–75      | «Ванкувер Канакс»    | НХЛ          | 70               | 12               | 36               | 48               | 103              | 5       | 1       | 3       | 4       | 14      |
| 1975–76      | «Ванкувер Канакс»    | НХЛ          | 67               | 15               | 24               | 39               | 119              | 2       | 1       | 1       | 2       | 0       |
| 1976–77      | «Ванкувер Канакс»    | НХЛ          | 44               | 4                | 16               | 20               | 52               | —       | —       | —       | —       | —       |
| 1976–77      | «Філадельфія Флаєрс» | НХЛ          | 32               | 5                | 14               | 19               | 38               | 10      | 4       | 9       | 13      | 15      |
| 1977–78      | «Філадельфія Флаєрс» | НХЛ          | 76               | 21               | 36               | 57               | 62               | 12      | 1       | 5       | 6       | 22      |
| 1978–79      | «Філадельфія Флаєрс» | НХЛ          | 70               | 9                | 30               | 39               | 63               | 8       | 1       | 2       | 3       | 14      |
| 1979–80      | «Філадельфія Флаєрс» | НХЛ          | 61               | 13               | 26               | 39               | 71               | 19      | 4       | 13      | 17      | 22      |
| 1980–81      | «Філадельфія Флаєрс» | НХЛ          | 53               | 7                | 27               | 34               | 141              | 7       | 0       | 1       | 1       | 18      |
| 1981–82      | «Філадельфія Флаєрс» | НХЛ          | 12               | 1                | 5                | 6                | 22               | —       | —       | —       | —       | —       |
| 1985–86      | «Герші Берс»         | АХЛ          | 5                | 0                | 0                | 0                | 8                | —       | —       | —       | —       | —       |
| Усього в НХЛ | Усього в НХЛ         | Усього в НХЛ | 561              | 94               | 231              | 325              | 814              | 63      | 12      | 34      | 46      | 105     |
| Усього в ОХЛ | Усього в ОХЛ         | Усього в ОХЛ | 158              | 22               | 97               | 119              | 371              | 26      | 12      | 18      | 30      | 40      |